# Kaple Panny Marie Altöttinské (Praha)
| Karel IV. povolal z Turecka buď z Persie neb Arabie Peršany neb Araby do Prahy na 200 osob, vystavěl jim dílnu na tapety i chrám (Moši) za strahovskou branou mezi vinicí Panenkou a Markytou pod Kocourkama v ohradě Kaunické hraběci do osmero uhlů, půlměsícem uvnitř, chrám, s 5 lustry visacími a zdi kulaté, damaškem pokryté; do Moše byla dvírka skrovná a od dvírek schody nahorů, po kterých Turek po kolenou lezl a se modlil, až dovnitř klekaje, vylezl v neděli a ve svátek. Všední den každé ráno a večer se na dvoře před rožatou lampou modlil. Dí lidská pověst od r. 1811. Tato Moše † Karla v kapli sv. Kajtana se proměnila a připadla k Markytě. Někteří dí, že † Vincenc Kounic hrabě, jiní zase, jistý . . ., jemuž tato zahrada byla prodána, přes sáh vejšky této kaple (Moše) dolů svrhl; však zakázáno mu bylo přísně ode dvora, aby se neopovažoval tuto kapli bourati, na žalobu opata Markytského; pročež musel pokrejti střechu s. Kajtana kaplí (Moši). |
| |

Kaple Panny Marie Altöttinské, označovaná také jako kajetánská kaple nebo stručně někdy také Kajetánka (což je ale matoucí – může působit záměnu s nedalekou tzv. horní a dolní Kajetánkou), stojí v Praze a byla založena řádem theatinů. Konkrétně stojí v městské části Břevnov mezi bývalým usedlostmi Kajetánka a Petynka v údolí pod Tejnkou, které se táhne od Břevnova směrem k Praze. Kaple je nedaleko od Radimovy ulice čísla popisného 447 Stojí na neupraveném pozemku a nemá žádný účel. V současnosti (2025) je dokončována oprava kaple, ke které dochází v souvislosti s výstavbou dvou sousedních bytových domů.

## Historie kaple

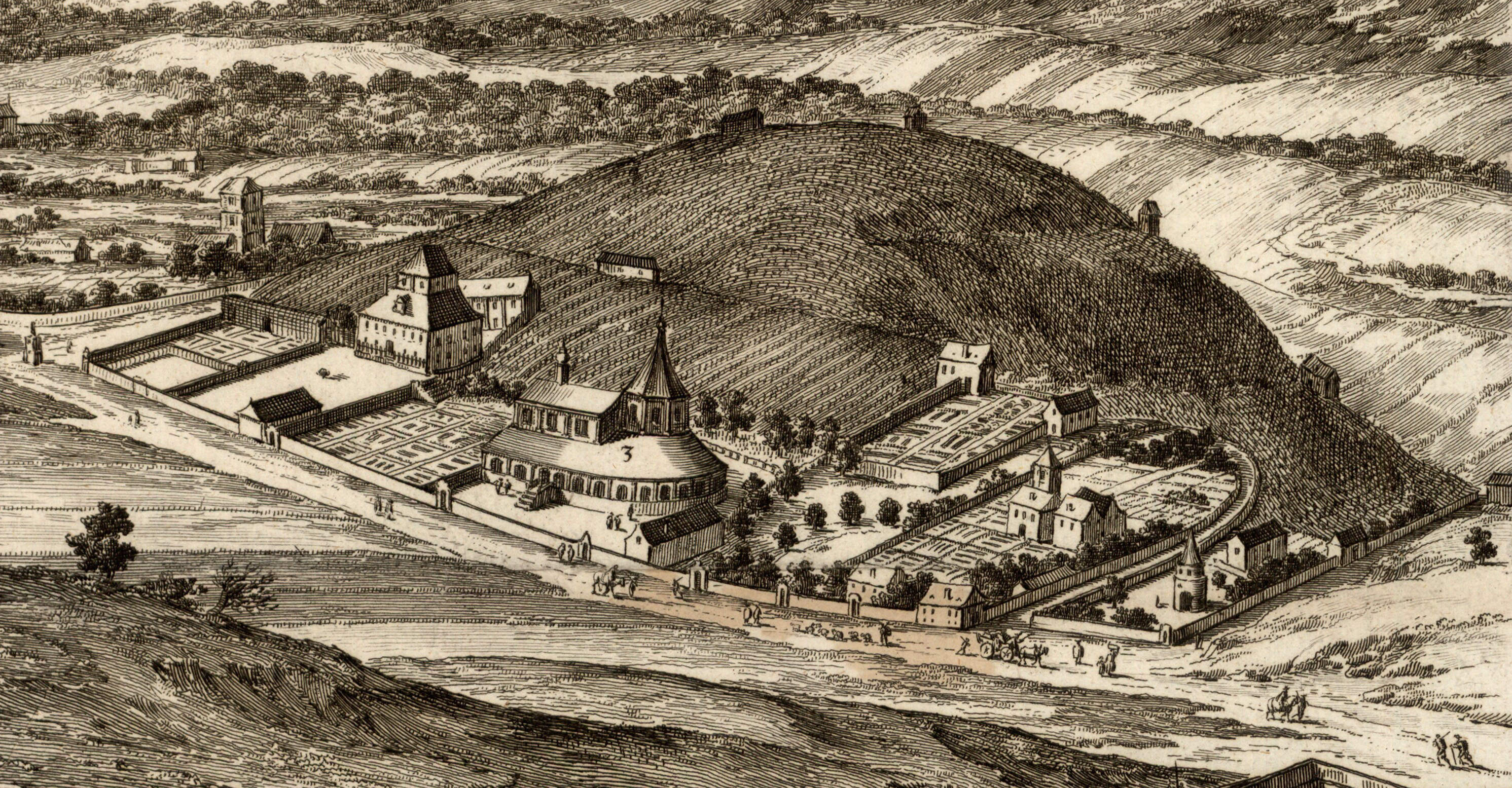
Kaple Panny Marie Altöttinské na plánu Praga caput Regni Bohemiae od Folperta van Ouden Allen, před rokem 1685

Místo, na kterém byla kaple postavena, získala koupí Marie Eusebie hraběnka z Martinic, rozená ze Šternberka. V roce 1649 se jejím dědicem stal její syn, nejvyšší purkrabí Bernard Ignác z Martinic. Ten v roce 1665 požádal pražskou konzistoř o povolení zřídit v těchto místech kapli. Zmíněné pozemky se nacházejí kousek od místa, kde stávala Strahovská brána. Z odpovědi kardinála Harracha se dozvídáme, že se mělo jednat o kopii kaple v Altoettingu a že stavba byla povolena. Stavba probíhala velice rychle. Byla dokončena buď již v roce 1665, nejpozději však v roce následujícím. Víme to díky donační listině ze dne 24. července 1666, ve které Bernard Ignác z Martinic daroval kapli, včetně pozemku a dalších staveb, řádu theatinů. V kapli Pany Marie Altöttinské se měly v té době nalézat čtyři oltáře a sice sv. Kajetána, sv. Josefa, sv. Jáchyma a sv. Anny. Součástí kaple byla i přízemní krypta zasvěcená Panně Marii Bolestné. Zajímavostí je, že na pozemku, který B. I. Martinic daroval theatinům, stály mimo kaple Panny Marie Altöttinské ještě dvě další kapličky. O jedné z nich si lidé vyprávěli, že byla za dob Karla IV. modlitebnicí mohamedánských koberečníků, kteří v Praze v tu dobu žili.
Jako stavitel kaple je uváděn J. Goetzinger. Tento architekt pocházel z Rakouska, konkrétně z města St. Florian. Pří stavbě kaple se jednalo o typovou stavbu. Její předloha se nacházela, jak už vyplývá z názvu, v Altoettingu v Bavorsku. Tato původní kaple se postupně rozrůstala kolem svého jádra, což byla osmiboká karolínská rotunda přibližně z 9. století. Poté, co byla v letech 1518-1520 tato kaple rozšířena na kostel, stala se presbyteriem. Nedlouho poté byl kostel doplněn o ochoz. Pražská kaple se od té bavorské liší, či spíše lišila, onou zmíněnou kryptou, zasvěcenou Panně Marii Bolestné, která se v bavorské kapli nevyskytuje. Po dostavění pražské kaple, tedy nejpozději roku 1666, se zde usadili tři theatini: Štěpán Schiattini původem z Janova, superior Jan Comino z Verony a Salvator Gallo.
Pražská kaple se stala rychle velice oblíbenou. Konaly se do ní slavná procesí, kterých se účastnila i vysoká šlechta. K nejvýznamnějším lidem, co navštívili kapli patří císař Leopold I., který kapli navštívil 13. 8. 1672, 27. 5. 1680 zavítala do kaple císařovna Eleonora a 8. 6. 1683 navštívil kapli bavorský kurfiřt Maxmilián II. Emanuel. Theatini v kapli konali služby boží i po svém přestěhování do svého nového kláštera v Ostruhové ulici. Kvůli těmto bohoslužbám přebývalo v kapli i několik řeholníků. Mše byly v kapli od roku 1673 slouženy denně. To také pomohlo tomu, aby se kaple stala známým poutním místem.
Kaple a theatinů si vážil i sám zakladatel B. I. Martinic. Ten ve své závěti rozkázal, aby bylo jeho srdce rozděleno na tři části a jedna z nich uložena právě v kapli Panny Marie Altöttinské. A tak se i po jeho smrti v roce 1685 stalo. Místo uložení části jeho srdce tu bylo označeno mramorovým náhrobkem, na kterém byl chronografický nápis s rokem úmrtí hraběte, který se zde opakoval desetkrát za sebou. Zbylé dvě části jeho srdce byly uloženy ve Slaném. Jedna u františkánů a poslední u piaristů. Sám Martinic byl pohřben v Martinické kapli v Katedrále svatého Víta.
Kaple byla v držení theatinů až do roku 1783, kdy byla pražská kolej theatinů zrušena. Kaple nejdříve přešla do náboženského fondu, z jeho vlastnictví pak přešla v roce 1789 do soukromého držení Jana hraběte z Hennetu. Ten kapli koupil za 6300 zl. V té době se z kaple stala filiálka kostela sv. Jana Nepomuckého v Šárce. Tamní duchovní sloužili v kapli čtyřikrát do roka mši svatou. Podle závěti hraběte z Hennetu přešla kaple v roce 1814 do vlastnictví manželky pražského měšťana a pekaře Marie Natali. Kaple se však již od roku 1777 nacházela ve špatném stavu a právě v době, kdy kapli vlastnila Marie Natali, došlo k opravě kaple, která byla na dlouhou dobu opravou poslední.

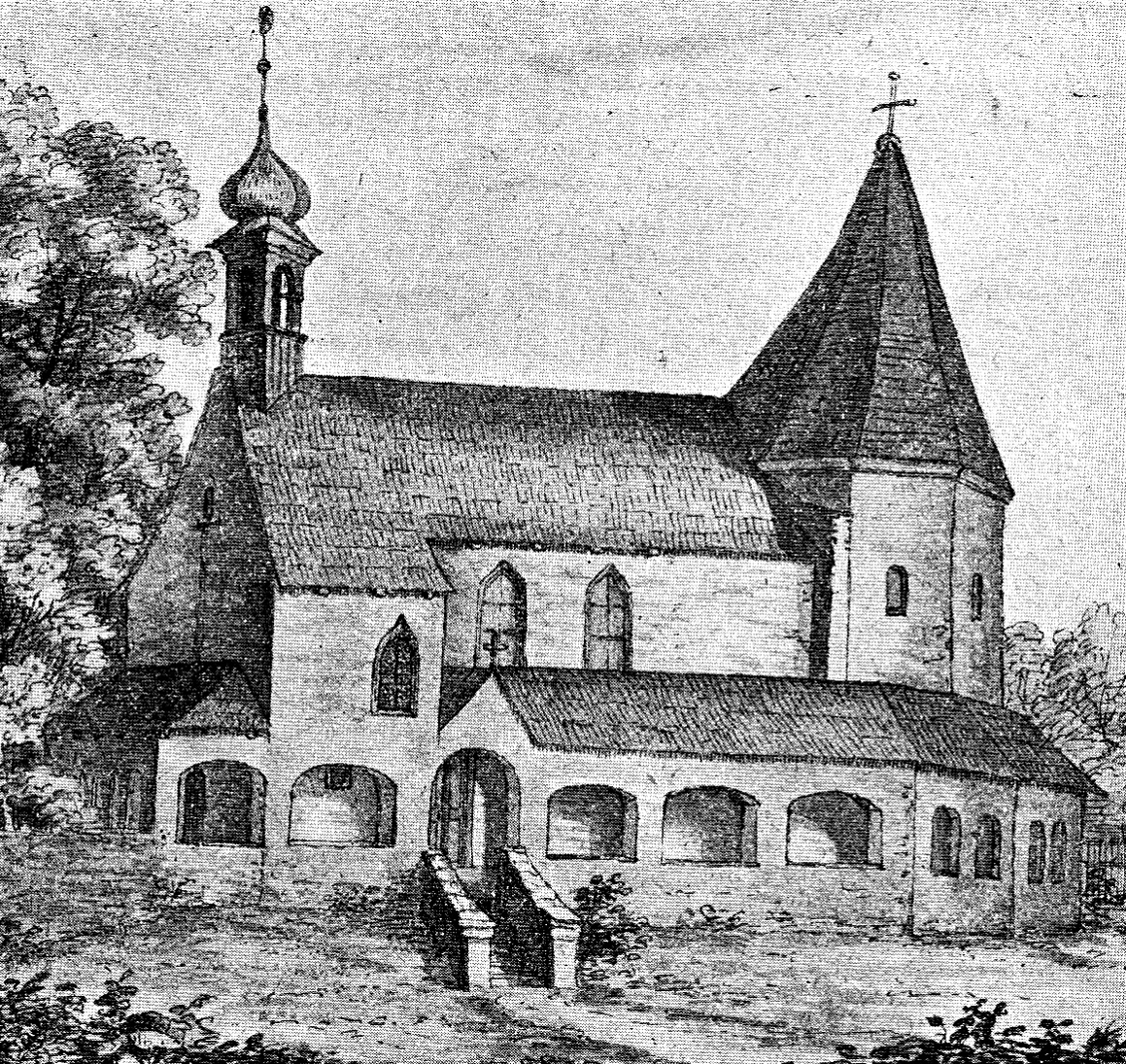
Kaple Panny Marie Altöttinské v roce 1820

V roce 1815 koupila statek s kaplí hraběnka Pavlína Kounicová. Ta nechala po roce 1822 část kaple zbourat. Zvony byly prodány a ornáty přeneseny do jiných kostelů na panstvích Kouniců. Kaple byla posléze uzavřena, nadační mše přeneseny do kostela v Bubenči a mělo dojít dokonce ke kompletnímu zbourání kaple, což se nakonec nerealizovalo. Úplnému zbourání kaple zabránily tehdejší úřady, které k tomu nedaly svolení.
O dalších osudech kaple se dovídáme ze zpráv architektů a stavitelů. V roce 1830 vypracoval popis kaple architekt Johann Christian Wytteck. Kapli popisuje jako dvoupatrovou budovu, která je v obou podlaží klenutá. Stav kaple byl v této době velice zanedbaný. V sousedství kaple také přibyla nová budova Vincentina (čp. 31), která dnes již neexistuje.  V roce 1832 získává kapli Heinrich Schmidl, který jí koupil od Kouniců. Právě pro něj vypracoval Josef K. Peschka a Antonín Jelínek v roce 1837 odhad kaple. Informace o kapli poté z pramenů na nějaký čas mizí, jednoduše kvůli nezájmu o ni. Objevuje se až na indikační skice jako hospodářský objekt. V této době má kaple nové majitele a sice rodinu Mensi. Za jejich éry byl prodán domek v sousedství kaple. Kaple samotná však v podstatě zůstala v držení stávajících majitelů. K oživení zájmu o naší kapli dochází v roce 1871 a to v souvislosti s vydáním knihy o středověkém umění v Čechách od Bernharda Gruebera.
Další pokusy o záchranu kaple jsou datovány až k roku 1904. V té době hrozila parcelace celé Kajetánky a tudíž i zbourání kaple. Včas však zasáhla Komise pro soupis stavebních, uměleckých a historických památek hl. města Prahy. Díky tomu byl kolem roku 1906 vypracován rozpočet zabezpečení kaple ve výši 3400 korun. Jelikož však kaple patřila k dnes neexistujícímu čp. 31, jejíž majitelé nejevili o opravu kaple zájem, tak z ní nakonec sešlo. Kapli se tedy podařilo zachránit ovšem z plánu brzké opravy sešlo. Kaple dál chátrala a už v roce 1912 činil odhad na její opravu 5000 korun.
Díky zájmu o kapli na počátku 20. století však vznikly i publikace o kapli. V publikaci od Dr. Antonína Podlahy z roku 1903-1904 nalézáme vcelku podrobný popis kaple. Kapli popisuje jako stavbu kruhovitého půdorysu s osmi výklenky kolem kaple. Z nároží těchto výklenků vychází široké pásy, které tvoří hvězdicovitou oporu klenby. Na této klenbě se dají rozeznat barokní kresby. V každém poli se pak nalézá jeden anděl. Každý anděl má v rukou nástroj umučení. Do krypty, která se v kapli nalézá, vede nízký vchod nalézající se na východní straně a sestupuje se do ní po pěti schodech. Podobný vchod sem vedl i ze západní strany, ovšem ten byl zazděn. Tento prostor je osvětlen dvěma okny. Na západní straně kaple se dále nachází výklenek přerušený vchodem. Portál vchodu má po stranách toskánské sloupy. Ty nesou obloun, nad kterým se táhne polokruhová římsa, která spočívá na konzolách. Římsa je dále ozdobena vytesanými jetelovými trojlisty. Zdivo podzemní prostory je obloženo velkými tesanými opukovými kameny. V severovýchodním výklenku se nachází kamenná menza. Vpravo od vchodu se nalézá již zazděný okenní otvor. Tímto otvorem se dříve otevíral pohled z někdejší lodi na oltář kaple. Zdivo v oblé části kaple přechází šikmou částí do vysokého zdiva osmiboké lucerny. Ta je překlenutá polokruhovou klenbou bez žeber. V každé stěně oné lucerny se nachází jedno polokruhově sklenuté okénko. Dlažba kaple je vyskládána cihlovými šestiúhelníky.
V roce 1912 začal majitel kaple a čp. 31 jednat o prodeji kaple kongregaci bosých karmelitánů, ovšem z obchodu sešlo. V roce 1918 koupila břevnovská obec kapli a čp. 31 s úmyslem kapli zachovat. Krátce na to však objekt koupil charitativní "Dům milosrdenství - Vincentinum". Ten rovněž počítal s využitím kaple. Ale jako by se to stalo zvykem, i z tohoto plánu na zachování, nebo dokonce opravení kaple sešlo. K jejímu zabezpečení tedy nedošlo ani za první republiky a ani během války.
K dalšímu vážnějšímu jednání o opravě kaple došlo až v roce 1949. V tu dobu však činil odhad nákladů na opravu kaple již 131 400 Ksč. Z těchto finančních důvodů z opravy opět sešlo. Ke zbourání budovy Vincentina, nacházejícího se v sousedství kaple došlo v roce 1959. Přičemž chátralo už od roku 1952, kdy bylo vystěhováno a vlastnictví přešlo na národní výbor. Demolice Vincentina měla však i svou světlou stranu. V roce 1958 došlo k jednání mezi ONV Prahy 5 a pražským památkovým střediskem. Středisko souhlasilo, že opraví kapli pod podmínkou, že ONV poskytne materiál ze zbořeného Vincentina. ONV ovšem svou část dohody porušilo, což vedlo k odložení opravy kaple o dalších několik let.
Jako rozhodující podnět pro opravu kaple nakonec nebyla její hodnota, jako spíš blížící se III. celostátní spartakiáda. Komise "Za Prahu krásnější" schválila v rámci akce "Z" projekt architekta B. Štěpky za účasti sochaře Antonína Wagnera ze svazu umělců. Ovšem během příprav rekonstrukce byl na přelomu března a dubna roku 1964 poničen kamenný portál kaple neznámým pachatelem. V záznamu je uvedeno, že byl násilně vybourán. Při jednání doporučil Ing. Vošahlík z pražského střediska, aby byl zničený portál nahrazen novou architekturou podle Wagnerových návrhů. Na začátku roku 1965 převzal opravu podnik s názvem Komunální služby Chodov. Ten počátkem léta provedl většinu prací na vnějším plášti kaple. Avšak v dalších dvou letech se práce zpomalily a i když probíhaly kamenické práce, tak se oprava v roce 1968 zastavila úplně. Během prací byl obnoven krov a krytina. Kaple byla zvenku omítnuta a byl osazen nový portál. K opravě ani k zabezpečení vnitřku kaple nedošlo, což vedlo ke vzniku skladiště v horním prostoru kaple a smetiště v kryptě. A co víc prostor krypty byl v podstatě neustále zaplaven, z důvodu zvýšení hladiny spodní vody po vzniku nádrže na parcele bývalé usedlosti Petynka.
V roce 1970 měla zájem o získání kaple Náboženská obec československé církve. Ze zachovaných dokumentů není jasné proč z této možnosti sešlo. Později v sedmdesátých a osmdesátých letech probíhala jednání ONV v Praze 6 coby správcem objektu a Pražským střediskem památkové péče. V této době byla neustále dokola zdůrazňována potřeba hydrologického průzkumu celé oblasti. Mimo předběžné zprávy z roku 1981 nám zprávy o provedeném podrobném hydrologickém průzkumu chybí. Ale po tomto roce již nenacházíme zmínky o stojící vodě v kryptě. K poslednímu zaměření kaple došlo v roce 1986 architektem Jiřím Žentelem v rámci akce "Z".

## Stavební stav objektu podle stavebně historického průzkumu z roku 1990
Kaple je v průzkumu popisována jako samostatně stojící budova s obestavěným prostorem 156 metrů krychlových. Kaple nemá žádné využití. Jedná se o dvoupodlažní stavbu. Jedná se o kryptu a vlastní kapli, která má podlahu 30 centimetrů nad úrovní terénu a vstupu. Nosné zdivo kaple je kamenné, bez viditelné statické poruchy. Ovšem v úrovni terénu je narušeno, pravděpodobně vandalským jednáním. U vstupu do krypty jsou dokonce některé kameny vylámány. Zdivo v podzemní kryptě je poškozováno vzlínající vlhkostí a podlaha krypty bývá často zaplavena vodou. Naštěstí se však vlhkost nešíří příliš vysoko ve zdivu. Klenby kaple nejsou viditelně poškozeny. Omítky stavby také nejsou v dobrém stavu. Co se týče vnější omítky, ta je pouze částečná. Na některých místech zcela chybí a je zde vidět kamenné zdivo. Omítky v kryptě a samotné kapli jsou hladké, pravděpodobně cementové, s nátěrem, který už je ale oprýskaný. V kryptě omítka opadává a celkově jsou omítky poškozené opět kvůli vandalům a naprosto volnému přístupu do kaple. V kapli je dokonce občas rozdělán oheň. Schodiště vedoucí do krypty je v této době poničené a zanesené nánosem zeminy. Patrně se jednalo o přímé schodiště postavené z cihel. Dva schody vedoucí do kaple jsou nové, žulové. Pocházejí z doby úpravy kaple z poloviny 60. let. Pod těmito schody je terén upraven betonovou podestou. Co se týče podlahy, tak v kryptě není možné zjistit, jestli zde byl pouze udusaný terén, nebo nějaký druh podlahy. Vše je zde zakryto pod nánosem, v podstatě, odpadků.V kapli se dá vidět dlažba v místech, kde není velký nános. Dlažba je z tvrdě pálených dlaždic, ovšem jejich tvar se kvůli špatnému stavu nedá odhadnout. V celém objektu dále v podstatě chybí jakékoli výplně otvorů jako jsou dveře, nebo okenice. Pouze v oknech pod klenbou se nalézají kovové mříže. Dveře do kaple naprosto chybí. Střecha kaple je jehlancovitá, osmiboká z prejzové krytiny ve vcelku dobrém stavu. Špice jehlanu střechy je oplechována měděným plechem. Makovice na vrcholu střechy je také měděná.

## Nejnovější historie kaple

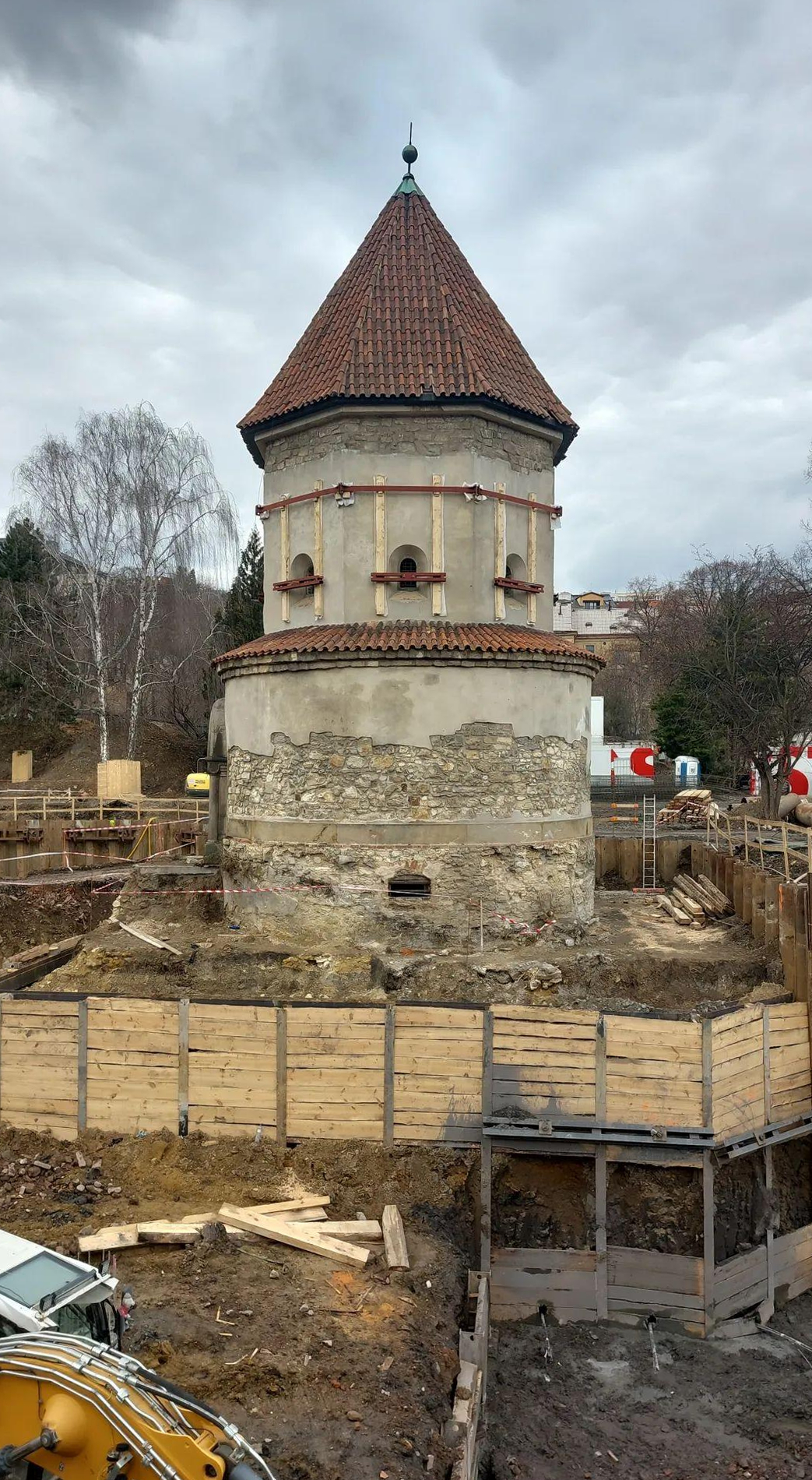
Kaple Panny Marie Altöttinské v únoru 2023

Po zmiňovaném stavebně historickém průzkumu se na kapli opět na nějaký čas zapomnělo. O kapli se začalo mluvit v souvislosti s koupí pozemku, na kterém kaple stojí. Tyto pozemky rozprostírající se u potoka Brusnice a kolem, dnes již neexistujícího Břevnovského mrakodrapu, koupila v roce 2008 firma Geosan Kappa. Ta zde chce stavět nové bytové domy. Nadějí pro kapli je, že jedna z podmínek, kterou radnice firmě dala, je oprava kaple. Samotná stavba by měla začít na přelomu let 2019 a 2020. A právě z důvodu této koupě byl na těchto pozemcích v okolí kaple proveden na konci roku 2010 zjišťovací archeologický výzkum. Provedl ho pan Petr Starec, zaměstnanec Muzea hlavního města Prahy. Výzkum měl být jen první etapou předstihového záchranného archeologického výzkumu. Hlavním úkolem výzkumu bylo zjistit, zda jsou v dané lokalitě zachovány objekty klášterního areálu a popřípadě určit jejich stav.
Výzkum se nezabýval samotnou kaplí, ale soustředil se především na pozemky ppč. 623 a 624/1. Byly provedeny celkem tři zjišťovací sondy. Nalezena byla zejména stavební suť. Ovšem v jedné ze sond bylo objeveno i opukové zdivo stavení s přilehlou částí interiéru včetně podlahy. V sondě tři, která proběhla západně od kaple, byla nalezena suť, kterou je možné spojit s demolicí lodi kaple v 19. století. Ovšem suť se s onou demolicí z 19. století nedá spojit jednoznačně. Ale právě z důvodu, že demolice lodi kaple proběhla již před značnou dobou se dá předpokládat, že se zbytky suti z této demolice nalézají ve větší hloubce.
V závěru výzkumu najdeme doporučení na další archeologický výzkum, který by zajistil záchranu zjištěných archeologických památek, tzn. jejich dohledání dokumentace, ale i vyzvednutí, základní laboratorní zpracování, jejich evidenci a dokumentaci včetně expertiz.

Nakonec je třeba říci, že i když vidíme v historii kaple snahu o její záchranu či opravu, nikdy nebyly tyto snahy dovedeny do konce. I když kaple prošla určitými renovacemi, hlavně v 60. letech 20. století, nikdy se pro ní nenašlo praktické využití, což nepomohlo jejímu stavu a nezabránilo chátrání kaple. Malá změna k lepšímu je, že kaple ani krypta již nejsou volně přístupné. Vchodu do kaple i krypty zamezují mříže, uzamčené visacím zámkem. Kaple ale i nadále pouze stojí v neupraveném terénu a pomalu zde bez jakéhokoliv využití chátrá. Určitá neděje vysvitla v souvislosti s prodejem pozemků firmě Geosan Kappa, která se zavázala kapli zrekonstruovat. Zda k tomu opravdu dojde ukáže teprve čas. 

Stav kaple během průzkumu v roce 2010
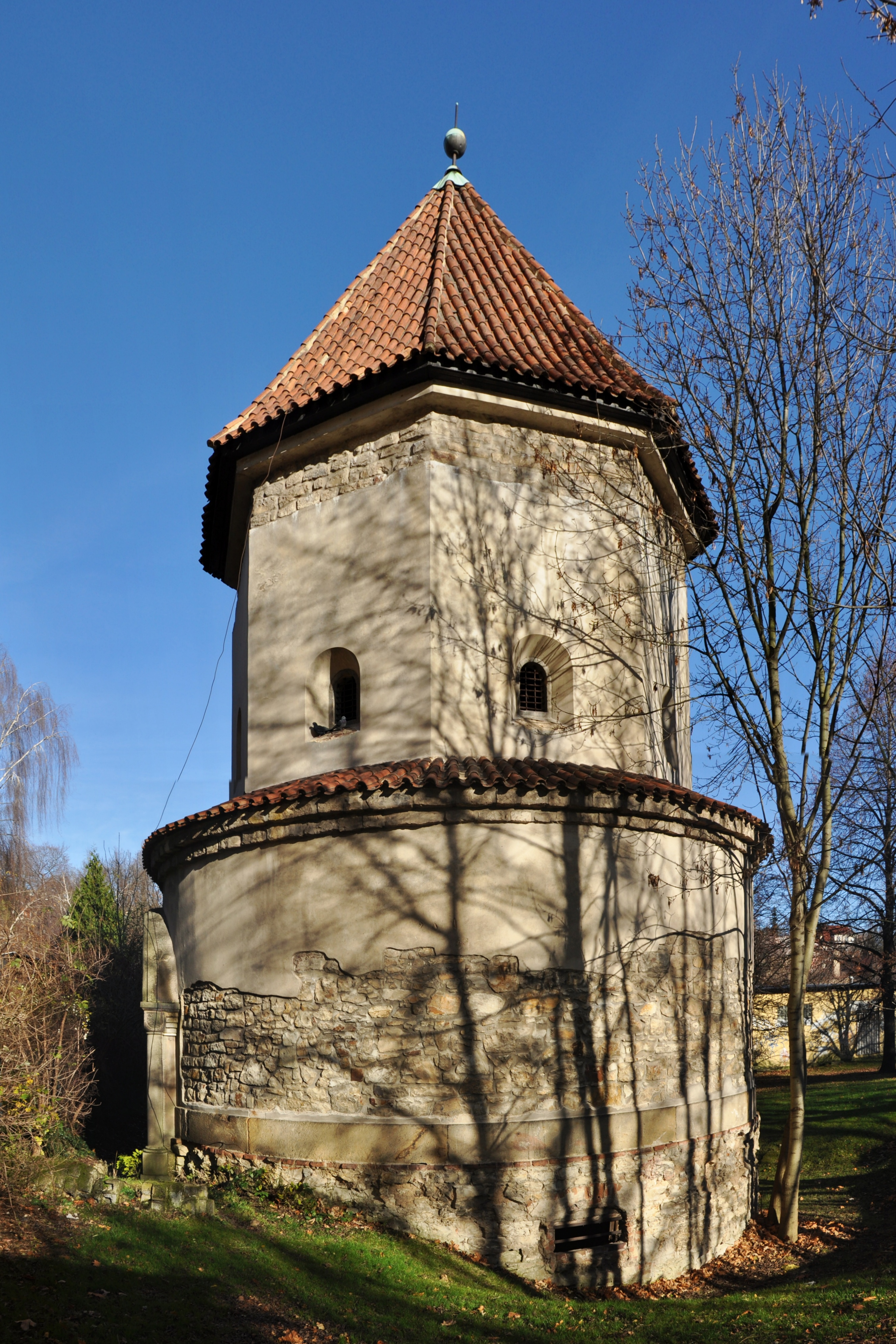
Kaple Panny Marie Altöttinské.
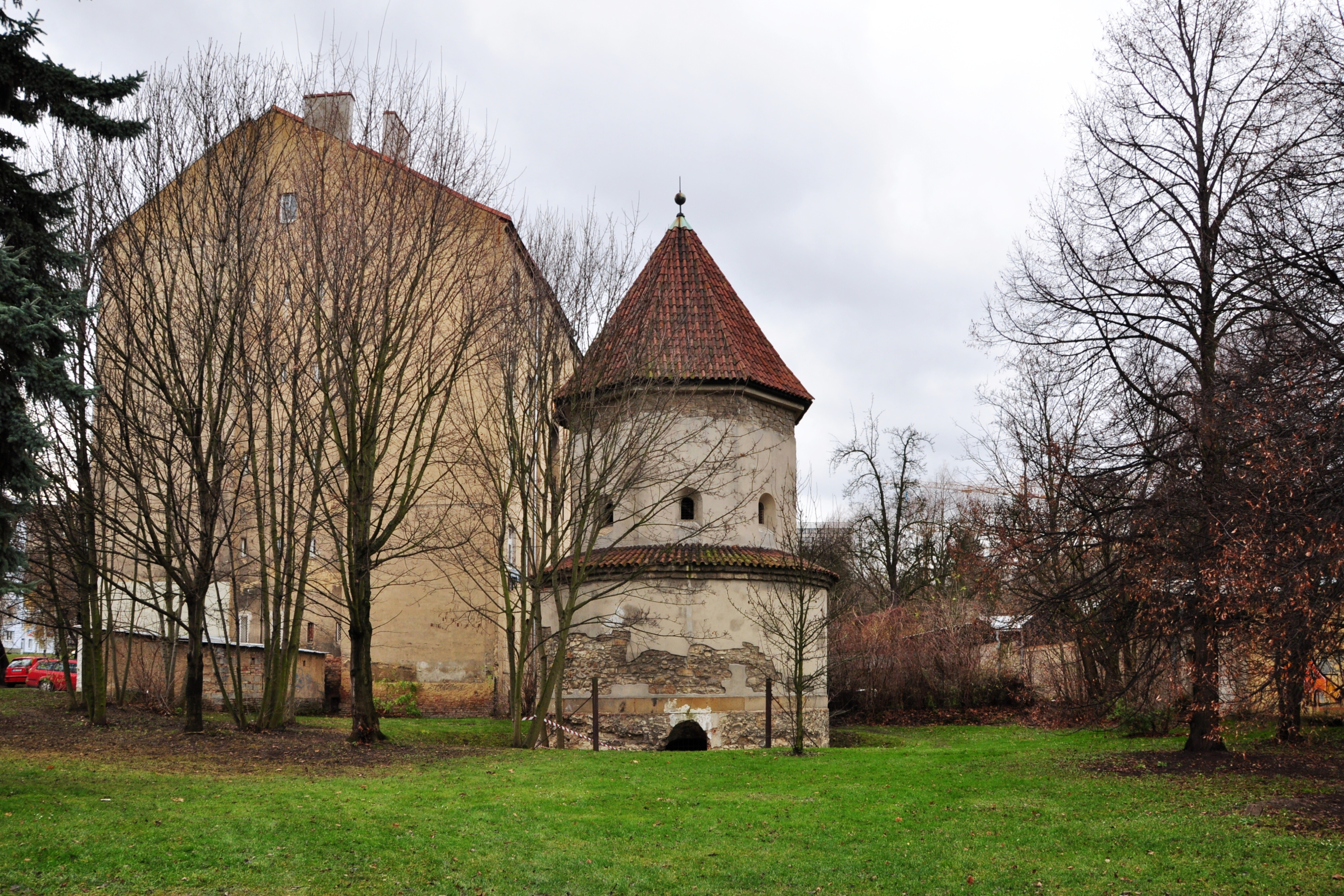
Kaple Panny Marie Altöttinské. V pozadí s dnes již neexistujícím Břevnovským mrakodrapem.
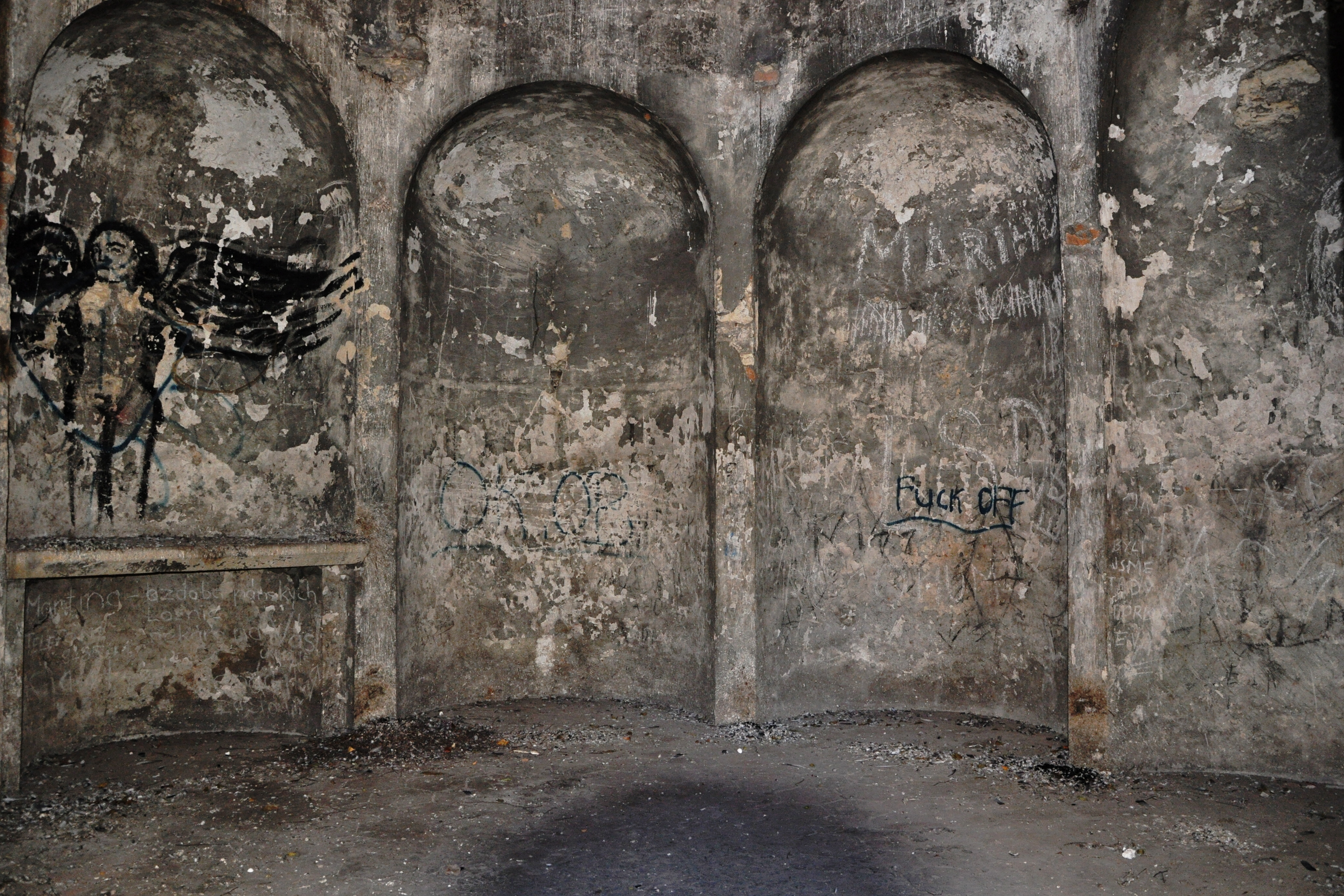
Pohled do kaple Panny Marie Altöttinské. V levé části je viditelná kamenná menza.
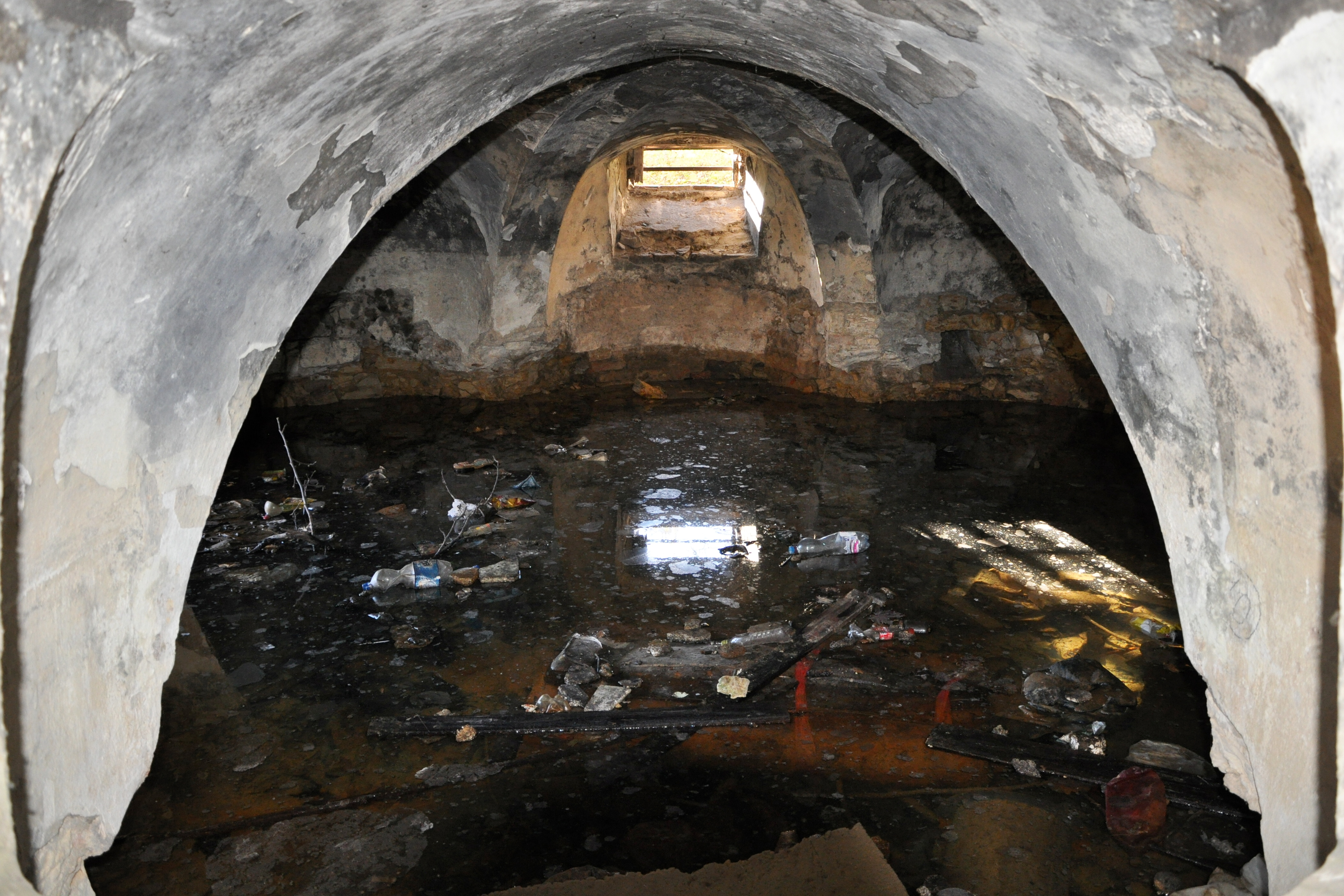
Krypta kaple Panny Marie Altöttinské.